# Вальдунсьєль
Вальдунсьєль (ісп. Valdunciel) — муніципалітет в Іспанії, у складі автономної спільноти Кастилія-і-Леон, у провінції Саламанка. Населення — 101 особа (2010).
Муніципалітет розташований на відстані близько 180 км на північний захід від Мадрида, 13 км на північ від Саламанки.
На території муніципалітету розташовані такі населені пункти: (дані про населення за 2010 рік)
- Уельмос-де-Каньєдо: 0 осіб
- Уельмос-де-Сан-Хоакін: 10 осіб
- Нааррос-де-Вальдунсьєль: 30 осіб
- Вальдунсьєль: 58 осіб
- Лос-Харалес: 0 осіб
- Урбанісасьйон-ель-Чинарраль: 3 особи

## Демографія
Динаміка населення (INE ):

## Зовнішні посилання
- Провінційна рада Саламанки: індекс муніципалітетів [Архівовано 23 квітня 2009 у Wayback Machine.]
- Valdunciel.com
- Посилання на Google Maps